# 前列腺按出液
前列腺按出液是肛门指检时取得的前列腺液體。肛门指检时，当检查者食指完全伸入患者肛门，前列腺即在食指指腹下；透过直肠前壁，扪及前列腺后叶；在此位置做前列腺按摩，按出前列腺液的同时，在尿道口接取前列腺液样本。這就是获取前列腺按出液的基本方法。
前列腺 位于骨盆腔的底部——膀胱下、尿道上；耻骨后、直肠前。
前列腺分泌前列腺液，含有抗菌因子保护尿道，每天以0.5-2ml的量，经前列腺腺管，排到后尿道，随尿液排出体外。列腺腺管内存有一定量前列腺液。精液包含了精子和液状物，此液状物约有10%-30%是来自前列腺所制造；前列腺体也包含平滑肌组织，可帮助射精，也有助于前列腺液经前列腺腺管，排到后尿道。
前列腺按出液各项实验室检查，對各种类型慢性前列腺炎的鉴别诊断有关键作用。